# Professor Harald Høffding
|  | Denne artikel er oprettet af botten Steenthbot ud fra en ekstern database. Den kan derfor have sproglige fejl eller mangler. Denne skabelon kan fjernes efter kontrol af indholdet. |

Professor Harald Høffding er en dansk dokumentarisk optagelse fra 1924.

## Handling
Optagelser af Harald Høffding (1843-1931), professor i filosofi og teologi. Høffding ses i Carlsbergs æresbolig, hvor han boede fra 1914 og frem til sin død. Årstallet for optagelsen er usikkert.